# ده ملنگ (هیرمند)
ده ملنگ یک روستا در ایران است که در دهستان مارگان واقع شده‌است. ده ملنگ ۲۳۶ نفر جمعیت دارد.